# Калугін Олексій Олександрович
Олексій Олександрович Калугін (рос. Алексе́й Алекса́ндрович Калу́гин, 11 липня 1963, Москва) — російський письменник-фантаст, лауреат кількох російських премій фантастики.

## Біографія
Олексій Калугін народився в Москві. З дитинства майбутній письменник полюбив читання художньої літератури, особливо фантастичної, й уже в 6 років робив перші літературні спроби. Після закінчення 8 класу Калугін вступив до медичного училища, де здобув фах фельдшера-лаборанта. Після закінчення училища служив у Радянській Армії неподалік міста Улан-Уде. Після закінчення військової служби Олексій Калугін працював у інституті біологічної і медичної хімії, та одночасно навчався на вечірньому відділенні інституті інженерів харчової промисловості. Після закінчення навчання Калугін спочатку мав намір займатися науковою діяльністю, та вже підготував кандидатську дисертацію, проте якраз перед захистом дисертації вийшла друком його трилогія «Лабіринт», після чого Олексій Калугін зробив вибір на користь заняття літературною діяльністю.

## Літературна творчість
Олексій Калугін паралельно з роботою в інституті біологічної і медичної хімії розпочав писати фантастичні оповідання, проте вони не викликали зацікавлення з боку редакцій журналів. У в 1996 році його роман «Темні відображення» відхилило московське видавництво «Армада», проте воно зацікавилось повістю початкуючого автора, яку запропонувало переробити в роман. Саме ця повість і стала першою частиною першого опублікованого роману автора «Лабіринт». Наступного року у цьому ж видавництві вийшла друком трилогія Калугіна «Резервація». З 1998 року Олексій Калугін розпочав публікацію серії творів «Точка Статусу», а в 1999 році вже у видавництві «Ексмо» письменник розпочав публікувати серію творів «Спеціаліст з виживання». У 1999 році Олексій Калугін розпочав також публікацію серії творів у жанрі фантастичного детективу «Патруль викликали?». У 2000 році письменник розпочав цикли творів «Між пеклом і раєм» з елементами фентезі, та «Перша Марсіанська». У стилі фантастичного детектива написаний і розпочатий у 2002 році цикл творів «Усе під контролем». У 2006 році письменник публікує роман «Лінкор «Дасоку»». У 2008 році письменник започаткував цикл творів «Час брехливого місяця». У 2015 році письменник вирішує спробувати себе в жанрі соціальної фантастики, розпочавши цикл творів «Світ кластерів». У 2016 році Калугін розпочав цикл творів «Колір крові», а у 2018 році цикл творів «Міста під вітрилами». Олексій Калугін також пише твори в міжавторських проектах S.T.A.L.K.E.R. та «Зона смерті».

## Літературні премії
У 2005 році Олексій Калугін отримав премію «Бронзовий равлик» за оповідання «У саду». У 2006 році письменник отримав премію «Місячна веселка» за роман «Лінкор «Дасоку»». У 2016 році письменник отримав премію «РосКон» за цикл творів «Світ кластерів».

## Вибрана бібліографія

### Романи
- 1996 — Лабиринт
- 1996 — Разорванное время
- 1997 — Резервация
- 1997 — Да здравствует резервация!
- 1997 — Забыть резервацию
- 1998 — Мир, в котором тебя нет
- 1998 — Подменённый
- 1999 — Тёмные отражения
- 1999 — Мятеж обречённых
- 1999 — Осколки реальности
- 2000 — Вестник смерти
- 2000 — Не так страшен чёрт
- 2001 — Снежная слепота
- 2001 — Игра в реальность
- 2001 — Два шага до горизонта
- 2002 — Мир без Солнца
- 2003 — Полёт мотылька
- 2003 — Там
- 2003 — Галактический глюк
- 2004 — Между центром и пустотой
- 2004 — На исходе ночи
- 2005 — И чёрт с нами
- 2006 — Геноцид
- 2006 — Линкор «Дасоку»
- 2006 — На мелководье
- 2007 — Деграданс
- 2007 — Игра на выживание
- 2007 — Подземелья Эйтана
- 2007 — Дом на болоте
- 2008 — Время лживой луны
- 2008 — Мечта на поражение
- 2009 — Пустые земли
- 2009 — Ржавчина
- 2010 — Мертвоград
- 2010 — Планета смертной тени
- 2011 — Чем чёрт не шутит
- 2012 — Мир-на-Оси
- 2013 — Голем
- 2013 — Начало
- 2013 — Паутина
- 2014 — Шаман
- 2015 — Кластер Верда: Первое Правило Крови
- 2015 — Кластер Войвод: Третье Правило Крови
- 2015 — Кластер Джерба: Второе Правило Крови
- 2015 — Контроль
- 2015— Переговорщик
- 2016 — Блуждающий разум
- 2016 — Заглянувшие в Бездну
- 2017 — Дикие дни
- 2018 — Берег отчаянья
- 2018 — Ветры Забвения
- 2018 — Рифы времени

### Повісті
- 1997 — Каскадёр на один трюк
- 1999 — «Паутина»
- 1999 — О вере и о душе
- 1999 — О, капитан!..
- 1999 — Товар лицом
- 1999 — Туристический бизнес
- 1999 — Фактор неопределённости
- 2002 — Дело мелкого контрабандиста
- 2002 — Дело о картине неизвестного автора
- 2002 — Дело о картинах Ван Гога
- 2002 — Дело о портрете Моны Лизы
- 2002 — Дело об архиве Уильяма Шекспира
- 2007 — Возвращение
- 2008 — Без вариантов
- 2008 — Фуггази-джаз
- 2012 — Рок в космосе

### Оповідання
- 1998 — Мы просто живём здесь
- 1998 — Не сотвори себе врага
- 1999 — В начале было слово
- 1999 — Волчок и горсть песка
- 1999 — Всё как всегда
- 1999 — Зелёный корабль
- 1999 — Как избежать войны
- 1999 — Миротворцы
- 1999 — Не переставая удивляться
- 1999 — Не стреляйте в каскадёра!
- 1999 — Немного одиночества
- 1999 — Пора уходить
- 1999 — Послесловие Архенбаха
- 1999 — Проблема экспорта
- 1999 — Сеющие ветер
- 1999 — Стремление убивать
- 1999 — Сувениры — за борт!
- 1999 — Убей зверя
- 1999 — Час для потехи
- 2000 — Вам было не очень страшно?
- 2000 — Дед
- 2000 — Живое слово
- 2000 — Закрытый канал
- 2000 — Импровизация
- 2000 — Красные пески
- 2000 — Миссия
- 2000 — На закате
- 2000 — Не только во сне
- 2000 — Нет проблем!
- 2000 — Овцы и псы
- 2000 — Первый день творения
- 2000 — Помоги себе сам
- 2000 — Праздник Падающих Листьев
- 2000 — Рождество рядового Берковица
- 2000 — Серёжик
- 2000 — Сколько у меня будет братьев?
- 2000 — Служба оперативного оповещения
- 2000 — Случай с Кроксом
- 2000 — Тур вокруг Солнца
- 2000 — Щит
- 2000 — Экспромт
- 2001 — Большая литература
- 2001 — Крылья над миром
- 2001 — Синдром Лазаря
- 2002 — Больше хороших новостей
- 2002 — Голова-комод
- 2002 — Колдун
- 2002 — Разлучённые
- 2002 — Рассвет потерянных душ
- 2002 — Только один день
- 2003 — Империя подставилась под удар
- 2003 — Поделись со мной своей печалью
- 2003 — Произведение искусства
- 2003 — Сезон открыт
- 2003 — Страсть коллекционера
- 2003 — Убирайтесь вон из моих снов!
- 2003 — Шедевр
- 2004 — В саду
- 2004 — Советник по культуре
- 2004 — Срывающий Маски
- 2004 — Старики
- 2005 — А у нас — декаданс!
- 2005 — Время — назад!
- 2005 — Выродки
- 2005 — Галактический приют
- 2005 — Завтра, вчера, всегда
- 2005 — Лжец
- 2005 — Побочный эффект
- 2005 — Реквием по мечте
- 2005 — Свой Марс
- 2005 — Смысл жизни по Юрию Семецкому
- 2005 — Утро патриарха
- 2006 — «Литерный»
- 2006 — Кактус
- 2007 — Все дураки отправляются в ад
- 2007 — Люся-ластик
- 2007 — Третья попытка
- 2007 — Что сказать вам на прощанье?
- 2008 — Веселый роджер
- 2008 — Лучший стрелок
- 2008 — Эпоха сдохла
- 2009 — Взгляд сверху
- 2009 — Зла не хватает
- 2009 — На десять минут позже
- 2010 — История мёртвой головы
- 2010 — Поиграйте кто-нибудь со мной
- 2010 — Так держать, сталкер!
- 2011 — Земля 3.0
- 2011 — Имитаторы, имитирующие имитации
- 2011 — Искупитель
- 2011 — Опустевший город
- 2012 — Слайдеры
- 2013 — Игра с тенью
- 2013 — Пророчество призрака
- 2013 — Путь в сто тысяч ли
- 2016 — Эндшпиль
- 2017 — Бакуган
- 2017 — Совершенно бесполезный девайс
- 2018 — Что мы делаем здесь?